# Achievement Unlocked
Achievement Unlocked — відеогра на платформі Adobe Flash 2008 року, розроблена Джоном Куні та видана Armor Games. Його розробили всього за чотири дні. Гравець керує слоном, який рухається та стрибає по рівню з метою виконати кожне досягнення. Серед таких досягнень — знайти всі числа, померти або навіть нічого не робити протягом достатнього часу.
Досягнення Unlocked було визнано коментарем до «безглуздих винагород» у відеоіграх і було представлено в книзі про інді-ігри, які потрібно грати. Він отримав продовження під назвою Achievement Unlocked 2.

## Ігровий процес
Хоча по суті це гра на платформі, її називають метагрою, а також «антигрою». 
Гра є надсиланням внутрішньоігрових досягнень, все ще відносно новою концепцією на момент випуску гри. У той час як досягнення відеоігри зазвичай є метаціллю, визначеною поза параметрами гри, в Achievement Unlocked розблокування численних досягнень є єдиною метою гри. 
Дія Achievement Unlocked відбувається на одному екрані, де гравець керує слоном. Все, що гравець може робити, це рухатися і стрибати, і в грі є різні цілі на рівні поверхні та перешкоди, такі як пошук прихованих чисел і уникнення шипів. З цими елементами, зокрема, потрібно взаємодіяти, щоб отримати всі досягнення. Наприклад, померти від шипів, торкатися прихованих чисел у певному порядку і навіть нічого не робити протягом певного проміжку часу – все це досягнення, які потрібно виконати.

## Розвиток
Achievement Unlocked розробив розробник відеоігор Джон Куні, який завершив його за чотири дні. 
Його опублікувала компанія Armor Games.

## Рецепція
Це було описано як «коментар щодо поширення майже безглуздих винагород в іграх»  і було представлено в книзі Майка Роуза 250 інді-ігор, у які ви повинні грати, і в списку відтворення The Game Designer: Innovative Games Every Game Designer Needs to Play від Зак Хівіллер.   Письменник -ескапіст Джон Фанк поставив під сумнів, чи іронічно насолоджуватися колекціонуванням досягнень у грі, яка має на меті розкритикувати таке мислення. 

## Продовження
Achievement Unlocked отримав продовження під назвою Achievement Unlocked 2, у якому додано більше кімнат і досягнень. 